# 大阁镇
大阁镇，是中华人民共和国河北省承德市丰宁满族自治县下辖的一个行政建制镇。

## 行政区划
大阁镇下辖以下地区：
南二营社区、后营房村、西庙村、北园子村、河东村、四道河村、南岗子村、南辛营村、南瓦窑村、樱桃沟村、南三营村、满堂村、林营村、韩家窝铺村、白塔村、撒袋沟门村、六间房村、撒二营村、六道沟村、达二营村、帐房沟村和达四沟村。